# 아만다 테페
아만다 테페(Amanda Tepe, 1977년 10월 16일 ~ )는 미국의 텔레비전 배우, 영화배우이다.
신시내티에서 태어났다.

## 영화
- 스마일 프리티 (2009년)
- 크레이지 (2008년) - 게일 갈랜드 역
- 우리 가족 마법사 - 시리즈 (2007년)
- 코리 인 더 하우스 (2007년)
- 할로윈: 살인마의 탄생 (2007년)
- 스튜디오 60 (2006년)
- 펄스 (2006년)
- 아이오와 (2005년)
- 우리 생애 나날들 (1965년)